# Sebastian Fitzner (Kunsthistoriker)
Sebastian Fitzner (* 1982) ist ein deutscher Kunstwissenschaftler mit einem besonderen Schwerpunkt auf der Architekturgeschichte und der Theorie von Bauten, Bildern und Objekten zwischen der Frühen Neuzeit und der Moderne.

## Werdegang
Fitzner studierte Kunstwissenschaft, Mittlere und Neuere Geschichte sowie Deutsche Philologie an der Kunsthochschule und Universität Kassel sowie an der Universität zu Köln. 2009 schloss er sein Studium mit dem Magister Artium an der Universität zu Köln ab; seine Magisterarbeit behandelte die Medialität von Architekturzeichnungen im 16. Jahrhundert, insbesondere anhand von Zeichnungen der Graphischen Sammlung Dessau unter Betreuung von Norbert Nußbaum.
Von 2009 bis 2010 war er wissenschaftlicher Mitarbeiter an der Sächsischen Landesbibliothek – Staats- und Universitätsbibliothek Dresden (SLUB) im Rahmen eines DFG-Projekts zur Digitalisierung und wissenschaftlichen Erschließung von Architekturzeichnungen der deutschen Renaissance.
Im Jahr 2013 promovierte er an der Ludwig-Maximilians-Universität München. Seine Dissertation trägt den Titel Architekturzeichnungen der deutschen Renaissance. Funktion und Bildlichkeit zeichnerischer Produktion 1500–1650. Nach der Promotion blieb er bis 2014 als wissenschaftlicher Assistent am Institut für Kunstgeschichte der LMU München tätig.
Zwischen 2014 und 2020 hatte Fitzner eine Juniorprofessur für Architekturgeschichte und -theorie der Frühen Neuzeit in Europa und Amerika am Kunsthistorischen Institut der FU Berlin inne. Von 2020 bis 2022 war er dort zudem Gastprofessor für Kunstgeschichte. Anschließend vertrat er die Professur für Kunst der Frühen Neuzeit an der Universität Tübingen.
Seit dem Sommersemester 2024 vertritt er die Professur für Christliche Kunst der Spätantike und des Mittelalters an der Technischen Universität Dresden.

## Forschungsschwerpunkte
Fitzners Forschung bewegt sich an der Schnittstelle von Architektur, Bildwissenschaft und Wissensgeschichte. Er widmet sich insbesondere den Bauten, Bildern und Objekten zwischen Früher Neuzeit und Moderne. In seiner aktuellen Forschung als Fellow im LOEWE-Forschungsschwerpunkt Architectures of Orders an der Goethe-Universität Frankfurt befasst er sich mit dem Projekt Die gedruckte Stadt. Wissensordnungen in Bild und Text der Civitates orbis terrarum.
Zu seinen jüngeren Publikationen gehören unter anderem die Werke Ein Haus für Herkules. Das fürstliche Modellhaus der Residenzstadt Kassel – Architektur und Modellpraktiken im 18. und 19. Jahrhundert (2021) und Mehr als ein Staubjäckchen (2023).

## Mitgliedschaften
(Quelle: )
- Mitglied des DFG-Forschungsnetzwerkes Schnittstelle Bild. Architekturgeschichte und Bildkritik im Dialog 1400–1800 (abgeschlossen)
- Mitglied des Rudolstädter Arbeitskreises zur Residenzkultur
- Mitglied des Arbeitskreises Digitale Kunstgeschichte
- Mitglied des Deutschen Verbands für Kunstgeschichte e.V.
- Mitglied des Mitglied des Freundeskreises des Institutes für Kunstgeschichte der Universität München e.V.

## Schriften (Auswahl)

### Monografien
- Architekturzeichnungen der deutschen Renaissance: Funktion und Bildlichkeit zeichnerischer Produktion 1500-1650. MAP Modern Academic Publishing, Köln 2015, ISBN 978-3-946198-04-8 (zugleich Dissertation, Ludwig-Maximilians-Universität München, 2013).
- Ein Haus für Herkules: Das fürstliche Modellhaus der Residenzstadt Kassel – Architektur und Modellpraktiken im 18. und 19. Jahrhundert. Heidelberg University Publishing, Heidelberg 2021, ISBN 978-3-96822-001-7.
- Mehr als ein Staubjäckchen: Zu Buchumschlägen kunstwissenschaftlicher Literatur (1910–2018). arthistoricum.net, Heidelberg 2023, ISBN 978-3-98501-172-8.

### Herausgeberschaften
- Joseph Furttenbach: Mechanische Reissladen (FONTES 83). Universitätsbibliothek Heidelberg 2017 (PDF)

### Beiträge (Auswahl)
- Raumrausch und Raumsehnsucht. Zur Inszenierung der Stereofotografie im Dritten Reich. In: Fotogeschichte, Jg. 28, Nr. 109, 2008, S. 25–37.
- mit Stephan Hoppe: Das frühe Studium der Architektur Jerusalems. Zu zwei unbeachteten Zeichnungen im Zusammenhang mit Erhard Reuwichs Reise ins Heilige Land (1483/84). In: Hanns Hubach (Hrsg.): Reibungspunkte. Ordnung und Umbruch in Architektur und Kunst. Festschrift für Hubertus Günther. Imhof, Petersberg 2008, S. 103–114.
- Die papiernen Arkadenhöfe des Dessauer Schlosses – Funktion und Darstellung nordalpiner Architekturzeichnungen des 16. Jahrhunderts. In: In: Burgen und Schlösser in Sachsen-Anhalt, Nr. 18, 2009, S. 387–411.
- Erinnerung, Gedächtniswert und Bauanleitung. Die Architekturdarstellungen Daniel Specklins im Kontext des Festungsbaus der frühen Neuzeit. In: G. Ulrich Großmann (Hrsg.): Die Burg zur Zeit der Renaissance. (= Forschungen zu Burgen und Schlössern, Nr. 13). Berlin 2010, S. 127–136.
- Eine osmanische Bastion von Negroponte im Wittenberg des 16. Jahrhunderts. In:  Astrid Lang, Julian Jachmann (Hrsg.): Aufmaß und Diskurs. Festschrift für Norbert Nußbaum zum 60. Geburtstag. Lukas-Verlag, Berlin, 2013, S. 135–150.
- Round Table: Die Ubiquität der Architektur. Die Globalisierung als Herausforderung der Architekturgeschichte. In: Kunsttexte.de: Journal für Kunst- und Bildgeschichte, 2014, Nr. 1, S. 1–3.
- Das Stuttgarter „Libro dell'Architettura“ römischer Antiken und Palazzi: ein neu entdeckter Architekturtraktat des 16. Jahrhunderts von Giovanni Antonio Dosio. In: Kunstgeschichte, Open Peer Reviewed Journal, 2014 (online).
- Grundsteinlegungen und Grundsteinmedaillen zu Sakralbauten in den Residenzstädten Berlin und Dresden. Medien höfisch-kommunaler Repräsentation im 17. und 18. Jahrhundert. In: Matthias Müller und Sascha Winter (Hrsg.): Die Stadt im Schatten des Hofes? (= Akademie der Wissenschaften zu Göttingen: Residenzforschung. Neue Folge: Stadt und Hof; Band 6). Jan Thorbeke Verlag, Ostfildern 2020, S. 143–180.
- Heinrich Schickardt, in: Allgemeines Künstlerlexikon - Internationale Künstlerdatenbank - Online 2018.